# Nekrolog 3. Quartal 1965
Nekrolog
◄◄
| ◄
| 1961
| 1962
| 1963
| 1964
| 1965 | 1966 | 1967 | 1968 | 1969 | ► | ►►
1. Quartal |
2. Quartal |
3. Quartal |
4. Quartal 1965
Weitere Ereignisse | Allgemeiner Nekrolog 1965
Die Beschreibung der verstorbenen Person sollte so kurz wie möglich gehalten sein und nur deren signifikante Tätigkeit(en) enthalten.
Neue Namen ggf. auch unter dem Geburts- und Sterbedatum, also etwa unter 1. Januar und im Geburts- und Sterbejahr (2024) eintragen (nur bei entsprechender großer Wichtigkeit). Für Beispiele siehe die schon vorhandenen Artikel.
Außerdem über die fünf zuletzt Verstorbenen, zu denen es einen ausreichend guten Artikel für eine Präsentation auf der Hauptseite gibt, nach der todesbedingten Überarbeitung der Artikel ggf. auch unter Wikipedia Diskussion:Hauptseite informieren und sie am besten auch in den anderen Wikipedia-Sprachversionen eintragen. Tipp: Regelmäßig bei news.google.de nach „ist tot“, „gestorben“ oder „verstorben“ suchen.
Wenn eine Person gestorben ist, gibt es viele Seiten zu dieser Person in der Wikipedia, die davon auch betroffen sind und entsprechend aktualisiert werden müssen. Beispiele: Namenübersichtsseite, Geburtsjahr, Geburtsort-Seiten und viele mehr.
Wie finde ich die betroffenen Seiten?
Im Suchfeld auf der linken Seite gibt man den Suchbegriff so ein: „Vorname Nachname“. Dann klickt man auf Volltext und alle Seiten mit entsprechendem Suchtext werden aufgerufen. Hier sieht man dann schnell, wo auch das Todesjahr Sinn macht oder sogar ein Teil des Artikels angepasst werden muss. Auch hilft das „Werkzeug“ auf der linken Seite sehr gut, um solche Seiten aufzufinden: „Links auf diese Seite“. Somit ist die Wikipedia wieder aktuell in allen Bereichen! Hinweis: bei Eintragung der Kategorie „Gestorben JAHR“ wird der Missbrauchsfilter 49 ausgelöst, was jedoch nicht schlimm ist. Siehe: Spezial:Missbrauchsfilter/49
Dies ist eine Liste von im dritten Quartal 1965 verstorbenen bekannten Persönlichkeiten. Die Einträge erfolgen innerhalb der einzelnen Daten alphabetisch sortiert. Tiere sind im Nekrolog für Tiere zu finden.

## Juli
| Tag      | Name                                      | Beruf, bekannt als                                                                                       | Alter | Beleg |
| -------- | ----------------------------------------- | --- | ----- | ----- |
| 1. Juli  | Pietro Bianchi                            | italienischer Turner                                                                                     | 82    |       |
| 1. Juli  | Arthur Drey                               | Lyriker, Dramatiker, Essayist                                                                            | 74    |       |
| 1. Juli  | Herbert Drury                             | US-amerikanischer Eishockeyspieler                                                                       | 70    |       |
| 1. Juli  | Wally Hammond                             | englischer Cricketspieler                                                                                | 62    |       |
| 1. Juli  | Robert Ruark                              | US-amerikanischer Kolumnist und Autor                                                                    | 49    |       |
| 1. Juli  | T. Ashton Thompson                        | US-amerikanischer Politiker                                                                              | 49    |       |
| 1. Juli  | Claude Thornhill                          | US-amerikanischer Jazz-Pianist und Bandleader                                                            | 55    |       |
| 3. Juli  | Karl Fürstenhofer                         | österreichischer Politiker (SPÖ), Landtagsabgeordneter                                                   | 65    |       |
| 3. Juli  | Hermann Kellermann                        | deutscher Bergingenieur und Manager in der Montanindustrie, Vorstandsvorsitzender der Gutehoffnungshütte | 89    |       |
| 4. Juli  | Stanislaw Czajka                          | polnischer Geistlicher                                                                                   | 67    |       |
| 4. Juli  | Hilde Engel-Elstner                       | deutsche Schauspielerin                                                                                  | 56    |       |
| 4. Juli  | Karl Lindemann                            | Präsident der Reichswirtschaftskammer und NSDAP-Mitglied                                                 | 84    |       |
| 4. Juli  | Edward Sackville-West, 5. Baron Sackville | britischer Schriftsteller und Musikkritiker, Mitglied des House of Lords                                 | 63    |       |
| 4. Juli  | Friedrich Trost                           | deutscher Pädagoge, Institutsdirektor und Professor der Politikwissenschaft                              | 65    |       |
| 4. Juli  | Roderich von Ungern-Sternberg             | deutscher Bevölkerungswissenschaftler und Schriftsteller                                                 | 79    |       |
| 4. Juli  | Willy Winterstein                         | österreichisch-deutscher Kameramann                                                                      | 70    |       |
| 5. Juli  | Maria Detzel                              | deutsche Politikerin (SPD), MdL                                                                          | 73    |       |
| 5. Juli  | Ludwig Hussak                             | österreichischer Fußballspieler                                                                          | 81    |       |
| 5. Juli  | Jaan Roos                                 | estnischer Pädagoge, Literaturhistoriker und Bibliophiler                                                | 77    |       |
| 5. Juli  | Nanavira Thera                            | englischer Bhikkhu (Thera) des Theravada-Buddhismus und Autor                                            | 45    |       |
| 5. Juli  | Wilhelm Ohm                               | deutscher Maler, Zeichner, Bildhauer und Architekt                                                       | 60    |       |
| 5. Juli  | Werner Picht                              | deutscher Soziologe, Verwaltungsbeamter und Schriftsteller                                               | 77    |       |
| 5. Juli  | Porfirio Rubirosa                         | dominikanischer Diplomat und Lebemann                                                                    | 56    |       |
| 5. Juli  | Walter Ulrich                             | tschechoslowakischer Eishockeyspieler                                                                    | 53    |       |
| 6. Juli  | Oscar Funcke                              | deutscher Unternehmer und Politiker (FDP), MdB                                                           | 80    |       |
| 6. Juli  | Jean-Maurice Goossens                     | belgischer Eishockeyspieler                                                                              | 73    |       |
| 6. Juli  | Max Jara                                  | chilenischer Dichter                                                                                     | 78    |       |
| 6. Juli  | Verner Main                               | US-amerikanischer Politiker                                                                              | 79    |       |
| 6. Juli  | Curt Miehe                                | deutscher Jurist und Politiker (SPD)                                                                     | 61    |       |
| 7. Juli  | Little Dado                               | philippinischer Boxer im Fliegengewicht                                                                  | 49    |       |
| 7. Juli  | Virginia Gildersleeve                     | US-amerikanische Historikerin und Anglizistin                                                            | 87    |       |
| 7. Juli  | Mosche Scharet                            | israelischer Politiker                                                                                   | 70    |       |
| 7. Juli  | Weronika Tuschnowa                        | sowjetische Ärztin und Dichterin                                                                         | 54    |       |
| 7. Juli  | Johannes Ude                              | österreichischer römisch-katholischer Priester                                                           | 91    |       |
| 8. Juli  | Willie Dennis                             | US-amerikanischer Jazz-Posaunist                                                                         | 39    |       |
| 8. Juli  | Emil Heitz                                | deutsch-schweizerischer Botaniker, Zytogenetiker                                                         | 72    |       |
| 8. Juli  | Kōno Ichirō                               | japanischer Politiker                                                                                    | 67    |       |
| 8. Juli  | Franz Landolt                             | Schweizer Politiker (SP)                                                                                 | 63    |       |
| 8. Juli  | Thomas Sigismund Stribling                | US-amerikanischer Schriftsteller                                                                         | 84    |       |
| 8. Juli  | Tibor Weiner                              | ungarischer Architekt und Stadtplaner                                                                    | 58    |       |
| 9. Juli  | Louis Harold Gray                         | britischer Physiker und Radiologe sowie Begründer der Radiobiologie                                      | 59    |       |
| 9. Juli  | Toni Kirchmayr                            | österreichischer Maler und Restaurator                                                                   | 78    |       |
| 10. Juli | Jacques Audiberti                         | französischer Schriftsteller und Journalist                                                              | 66    |       |
| 10. Juli | Richard Bampi                             | deutscher Keramiker und Maler                                                                            | 69    |       |
| 10. Juli | Joseph Maffioli                           | französischer Skispringer                                                                                | 61    |       |
| 10. Juli | Hans-Bone von Schwerin                    | hessischer Landrat (CDU)                                                                                 | 67    |       |
| 10. Juli | Wilson Smith                              | britischer Virologe und Immunologe                                                                       | 68    |       |
| 10. Juli | Leslie Wormwald                           | britischer Ruderer                                                                                       | 74    |       |
| 11. Juli | Ray Collins                               | US-amerikanischer Schauspieler                                                                           | 75    |       |
| 11. Juli | Charles Lawton junior                     | US-amerikanischer Kameramann                                                                             | 61    |       |
| 11. Juli | August von Loehr                          | österreichischer Numismatiker und Historiker                                                             | 83    |       |
| 11. Juli | Edgar E. Witt                             | US-amerikanischer Politiker                                                                              | 89    |       |
| 12. Juli | Christfried Burmeister                    | estnischer Eisschnellläufer                                                                              | 67    |       |
| 12. Juli | Rudolf Eberhard                           | deutscher Politiker (SPD/SED), Oberbürgermeister der Stadt Magdeburg                                     | 74    |       |
| 12. Juli | Irene Parlby                              | kanadische Führerin der Landfrauen, Frauenrechtlerin und Politikerin                                     | 97    |       |
| 13. Juli | Cleveland M. Bailey                       | US-amerikanischer Politiker                                                                              | 78    |       |
| 13. Juli | Laureano Gómez                            | kolumbianischer Politiker, Präsident von Kolumbien (1950–1953)                                           | 76    |       |
| 13. Juli | Fotis Kontoglou                           | griechischer Maler und Schriftsteller                                                                    | 69    |       |
| 13. Juli | Hugo-Josef Simecek                        | deutscher Politiker (SPD)                                                                                | 61    |       |
| 13. Juli | Franz Vettel                              | deutscher Landwirt und Saatzüchter                                                                       | 71    |       |
| 14. Juli | Alina Borioli                             | Schweizer Lehrerin und Schriftstellerin                                                                  | 77    |       |
| 14. Juli | Nat Nakasa                                | südafrikanischer Journalist und Schriftsteller                                                           | 28    |       |
| 14. Juli | Heinrich Nitschmann                       | österreichischer Tischtennisfunktionär                                                                   | 65    |       |
| 14. Juli | Adlai Ewing Stevenson junior              | US-amerikanischer Politiker                                                                              | 65    |       |
| 14. Juli | Spencer Williams                          | US-amerikanischer Pianist und Komponist                                                                  | 75    |       |
| 14. Juli | Max Woosnam                               | britischer Tennisspieler                                                                                 | 72    |       |
| 15. Juli | Francis Cherry                            | US-amerikanischer Politiker, Gouverneur von Arkansas                                                     | 56    |       |
| 15. Juli | Tiny Feather                              | US-amerikanischer Footballspieler                                                                        | 63    |       |
| 15. Juli | Józef Oksiutycz                           | polnischer Radrennfahrer                                                                                 | 61    |       |
| 15. Juli | James T. Shotwell                         | kanadisch-US-amerikanischer Historiker                                                                   | 90    |       |
| 16. Juli | Boris Artzybasheff                        | US-amerikanischer Illustrator                                                                            | 66    |       |
| 16. Juli | Filippo Caracciolo                        | italienischer Adeliger, Politiker, Antifaschist, Funktionär und Autor                                    | 62    |       |
| 16. Juli | Richard Corboz                            | Schweizer Politiker und Staatsrat des Kantons Freiburg                                                   | 78    |       |
| 16. Juli | Henry Jolles                              | deutscher Pianist und Komponist                                                                          | 62    |       |
| 16. Juli | Rudolf Winter                             | deutscher Ingenieur und Politiker (SPD), MdL                                                             | 71    |       |
| 17. Juli | Eugène Bigot                              | französischer Komponist und Dirigent                                                                     | 77    |       |
| 17. Juli | Karl Bohnenstengel                        | deutscher Politiker (KPD), MdR                                                                           | 75    |       |
| 17. Juli | Walter Evans-Wentz                        | US-amerikanischer Anthropologe und Schriftsteller                                                        | 87    |       |
| 17. Juli | Karl Josef Friedrich                      | deutscher evangelischer Pfarrer und Schriftsteller                                                       | 77    |       |
| 17. Juli | Rudolf Holzer                             | österreichischer Journalist und Schriftsteller                                                           | 89    |       |
| 17. Juli | Josef Huber                               | österreichischer Politiker (ÖVP), Mitglied des Bundesrates                                               | 63    |       |
| 17. Juli | Eugen Schwab                              | deutscher Bildhauer                                                                                      | 73    |       |
| 17. Juli | Ludwig Zukowsky                           | deutscher Zoologe                                                                                        | 76    |       |
| 18. Juli | Paul Dehlinger                            | deutscher Politiker (CDU), MdL                                                                           | 69    |       |
| 18. Juli | Bruno Fehrenbacher                        | Benediktinermönch und Abt der Buckfast Abbey in Devon (Großbritannien)                                   | 69    |       |
| 18. Juli | Folke Jansson                             | schwedischer Dreispringer                                                                                | 68    |       |
| 18. Juli | Refik Halit Karay                         | osmanisch-türkischer Autor und Journalist                                                                | 77    |       |
| 18. Juli | Walther Rump                              | deutscher Medizinphysiker und Hochschullehrer                                                            | 87    |       |
| 18. Juli | Yamada Otozō                              | General der Kaiserlich Japanischen Armee                                                                 | 83    |       |
| 19. Juli | Carl Albrecht                             | deutscher Arzt, Schriftsteller und Philosoph                                                             | 63    |       |
| 19. Juli | Benjamin Gitlow                           | US-amerikanischer KP-Funktionär                                                                          | 73    |       |
| 19. Juli | Domingo Imperial                          | philippinischer Jurist und Politiker                                                                     | 74    |       |
| 19. Juli | Ingrid Jonker                             | südafrikanische Dichterin                                                                                | 31    |       |
| 19. Juli | Rhee Syng-man                             | südkoreanischer Präsident                                                                                | 90    |       |
| 19. Juli | Rudolf Saudek                             | Bildhauer und Grafiker                                                                                   | 84    |       |
| 19. Juli | Otz Tollen                                | deutscher Schauspieler, Filmregisseur und Drehbuchautor                                                  | 83    |       |
| 19. Juli | Umezaki Haruo                             | japanischer Schriftsteller                                                                               | 50    |       |
| 19. Juli | Hermann Joseph Vell                       | deutscher Redemptoristen-Pater und Widerstandskämpfer                                                    | 70    |       |
| 20. Juli | Jan Czekanowski                           | polnischer Anthropologe und Ethnologe                                                                    | 82    |       |
| 21. Juli | Robert J. Bulkley                         | US-amerikanischer Politiker                                                                              | 84    |       |
| 21. Juli | Erwin Poeschel                            | deutscher Kunsthistoriker                                                                                | 80    |       |
| 21. Juli | Robert Sjursen                            | norwegischer Turner                                                                                      | 74    |       |
| 21. Juli | John Torcapel                             | Schweizer Architekt und Maler                                                                            | 84    |       |
| 22. Juli | Liesel Beckmann                           | deutsche Betriebswirtin                                                                                  | 50    |       |
| 22. Juli | Laurent Devalle                           | monegassischer Radrennfahrer                                                                             | 73    |       |
| 22. Juli | Arthur P. Schmidt                         | US-amerikanischer Filmeditor                                                                             | 52    |       |
| 22. Juli | Ernst Woltje                              | deutscher Jurist und Politiker (DP), MdB                                                                 | 66    |       |
| 23. Juli | Albert Bechtold                           | österreichischer Bildhauer                                                                               | 79    |       |
| 23. Juli | Ernest S. Brown                           | US-amerikanischer Politiker und Jurist                                                                   | 61    |       |
| 23. Juli | Franz Josef Furtwängler                   | deutscher Gewerkschafter und Politiker (SPD), MdL                                                        | 71    |       |
| 23. Juli | Lorenz Hagen                              | deutscher Gewerkschafter und Politiker (SPD), MdL                                                        | 80    |       |
| 23. Juli | Sammy Hebert                              | kanadischer Eishockeytorwart                                                                             | 72    |       |
| 24. Juli | Constance Bennett                         | US-amerikanische Schauspielerin                                                                          | 60    |       |
| 24. Juli | Heinrich Fincke                           | deutscher Lebensmittelchemiker                                                                           | 86    |       |
| 24. Juli | Hans Jauch                                | deutscher Offizier und Freikorpsführer                                                                   | 82    |       |
| 24. Juli | Chester C. Wood                           | US-amerikanischer Militär, Vizeadmiral der United States Navy                                            | 62    |       |
| 25. Juli | Francisco Carreño                         | venezolanischer Musiker, Komponist, Musikpädagoge und Folklorist                                         | 55    |       |
| 25. Juli | Alois Knäbel                              | deutsches Waffen-SS-Mitglied und Kriegsverbrecher                                                        | 62    |       |
| 25. Juli | Ernst Köpper                              | deutscher Politiker (SPD), MdL                                                                           | 71    |       |
| 25. Juli | Freddie Mills                             | britischer Boxer                                                                                         | 46    |       |
| 25. Juli | Albert Minder                             | jenischer Schriftsteller in der Schweiz                                                                  | 86    |       |
| 25. Juli | Walter Julius Viktor Schoeller            | deutscher Chemiker und Laboratoriumsleiter in Berlin                                                     | 84    |       |
| 25. Juli | Arthur Young                              | britischer Jazzmusiker                                                                                   | 60    |       |
| 26. Juli | Eugene Burdick                            | US-amerikanischer Politikwissenschaftler und Autor                                                       | 46    |       |
| 26. Juli | Fritz Feldner                             | österreichischer Kabarettist, Schriftsteller, Reklamechef und Werbetexter                                | 72    |       |
| 26. Juli | Benno Geiger                              | österreichischer Autor und Kunsthistoriker                                                               | 83    |       |
| 26. Juli | Leopold von Ubisch                        | deutsch-norwegischer Zoologe                                                                             | 79    |       |
| 27. Juli | Roberto Bazlen                            | italienischer Schriftsteller und Publizist                                                               | 63    |       |
| 27. Juli | Donald Buddo                              | kanadischer Leichtathlet                                                                                 | 78    |       |
| 27. Juli | Melbourne Armstrong Carriker              | US-amerikanischer Ornithologe und Entomologe                                                             | 86    |       |
| 27. Juli | Matthew Robertson Drennan                 | Anatom und Anthropologe                                                                                  | 79    |       |
| 27. Juli | Daniel-Rops                               | französischer Kirchenhistoriker, Buchautor und Dichter                                                   | 64    |       |
| 27. Juli | Gustav Hilger                             | deutscher Diplomat                                                                                       | 78    |       |
| 27. Juli | Karl Lütge                                | deutscher Journalist und Schriftsteller                                                                  | 69    |       |
| 27. Juli | Maurice Yvain                             | französischer Komponist                                                                                  | 74    |       |
| 28. Juli | Edogawa Rampo                             | japanischer Schriftsteller und Kritiker                                                                  | 70    |       |
| 28. Juli | Kurt Hueck                                | deutscher Botaniker                                                                                      | 68    |       |
| 28. Juli | Martin Saller                             | österreichischer Politiker (ÖVP), Präsident des Salzburger Landtages                                     | 62    |       |
| 28. Juli | Joachim Scharf                            | deutscher Byzantinist                                                                                    | 52    |       |
| 28. Juli | François Verstraeten                      | belgischer Radrennfahrer                                                                                 | 78    |       |
| 28. Juli | Minor Watson                              | US-amerikanischer Schauspieler                                                                           | 75    |       |
| 29. Juli | August Fricke                             | deutscher Politiker (SPD), MdL                                                                           | 84    |       |
| 29. Juli | Fu Bingchang                              | chinesischer Politiker                                                                                   | 69    |       |
| 29. Juli | Bob King                                  | US-amerikanischer Hochspringer                                                                           | 59    |       |
| 29. Juli | Jules Masselis                            | belgischer Radrennfahrer                                                                                 | 78    |       |
| 30. Juli | Joe Furtner                               | deutsch-österreichischer Schauspieler und Komiker                                                        | 71    |       |
| 30. Juli | Karl Kapp                                 | SPD-Funktionär, KZ-Häftling                                                                              | 67    |       |
| 30. Juli | Tanizaki Jun’ichirō                       | japanischer Schriftsteller                                                                               | 79    |       |
| 30. Juli | Alan Washbond                             | US-amerikanischer Bobfahrer, olympische Goldmedaille im Zweierbob (1936)                                 | 65    |       |
| 31. Juli | André Godard                              | französischer Architekt, Archäologe, Kunsthistoriker                                                     | 84    |       |
| 31. Juli | Fritz G. Lanham                           | US-amerikanischer Politiker                                                                              | 85    |       |
| 31. Juli | Pier Ruggero Piccio                       | italienischer Jagdflieger im Ersten Weltkrieg                                                            | 84    |       |
| 31. Juli | Fritz Spies                               | deutsch-argentinischer Bauingenieur                                                                      | 81    |       |
| Juli     | Michael Baldeh                            | Politiker in Britisch-Gambia                                                                             |       |       |
| Juli     | Harvey Cohn                               | US-amerikanischer Mittel- und Langstreckenläufer                                                         | 80    |       |
| Juli     | Władysław Alexander Dering                | polnischer Häftlingsarzt im KZ Auschwitz                                                                 | 62    |       |
| Juli     | Helmut Gauweiler                          | deutscher Schriftsteller                                                                                 |       |       |
| Juli     | Willy Graf                                | deutscher Architekt und bayerischer Reserveoffizier                                                      | 84    |       |
| Juli     | Hans Hallervorden                         | deutscher Gartendirektor                                                                                 | 93    |       |
| Juli     | Joaquín Urquiaga                          | spanischer Fußballtorwart und -trainer                                                                   | 55    |       |
| Juli     | Yao Dingchen                              | chinesischer Diplomat                                                                                    |       |       |

## August
| Tag        | Name                          | Beruf, bekannt als                                                                                              | Alter | Beleg |
| ---------- | ----------------------------- | --- | ----- | ----- |
| 1. August  | Haldor Halderson              | kanadischer Eishockeyspieler                                                                                    | 65    |       |
| 1. August  | Emil Hipp                     | deutscher Bildhauer                                                                                             | 72    |       |
| 1. August  | John Miller                   | US-amerikanischer Ruderer                                                                                       | 62    |       |
| 2. August  | Iwan Bally                    | Schweizer Unternehmer und Politiker                                                                             | 88    |       |
| 2. August  | František Langer              | tschechischer Schriftsteller und Militärarzt, Dramaturg, Essayist, Literaturkritiker und Publizist              | 77    |       |
| 2. August  | Reginald Pasch                | deutscher Schauspieler                                                                                          | 81    |       |
| 2. August  | Karl Perl                     | österreichischer Bildhauer und Medailleur                                                                       | 89    |       |
| 2. August  | Friedrich Wimmer              | österreichischer nationalsozialistischer Verwaltungsjurist                                                      | 68    |       |
| 3. August  | Max Gumpel                    | schwedischer Bauunternehmer                                                                                     | 75    |       |
| 3. August  | Bruce Manning                 | US-amerikanischer Journalist, Schriftsteller und Filmemacher                                                    | 63    |       |
| 3. August  | Karl Mantler                  | österreichischer Gewerkschaftsfunktionär, Widerstandskämpfer und Politiker (SPÖ), Mitglied des Bundesrates      | 75    |       |
| 3. August  | Louis Mathias                 | französischer Ordenspriester und römisch-katholischer Erzbischof                                                | 78    |       |
| 3. August  | Wolfgang Stammler             | deutscher Germanist und Literaturhistoriker                                                                     | 78    |       |
| 4. August  | Abdul Hamid Badawi            | ägyptischer Jurist und Richter am Internationalen Gerichtshof                                                   | 78    |       |
| 4. August  | Franklin Hansen               | US-amerikanischer Toningenieur                                                                                  | 65    |       |
| 4. August  | Josef Neunzig                 | katholischer Priester und Verfolgter des Nationalsozialismus                                                    | 61    |       |
| 4. August  | Ferdinand Pöppinghaus         | deutscher Politiker (CDU), MdL                                                                                  | 41    |       |
| 4. August  | Ján Vojtaššák                 | slowakischer Geistlicher, Bischof in Spiš                                                                       | 87    |       |
| 4. August  | Hans Volkart                  | deutscher Architekt und Hochschullehrer                                                                         | 70    |       |
| 5. August  | Leslie Reginald Cox           | englischer Malakologe und Paläontologe                                                                          | 67    |       |
| 5. August  | Émile Moussat                 | französischer Autor, Dichter, Romanist und Sprachpurist                                                         | 80    |       |
| 5. August  | Boško Simonović               | jugoslawischer Fußballtrainer                                                                                   | 67    |       |
| 6. August  | Nancy Carroll                 | US-amerikanische Schauspielerin                                                                                 | 61    |       |
| 6. August  | Adrien Fauchier-Magnan        | französischer Tennisspieler, Autor und Kunstsammler                                                             | 91    |       |
| 6. August  | François Franck               | belgischer Eishockeyspieler                                                                                     | 60    |       |
| 6. August  | Peter Ronnefeld               | deutscher Komponist und Dirigent                                                                                | 30    |       |
| 6. August  | Aksel Sandemose               | dänisch-norwegischer Schriftsteller                                                                             | 66    |       |
| 6. August  | Everett Sloane                | US-amerikanischer Schauspieler                                                                                  | 55    |       |
| 6. August  | Placidus Staeb                | deutscher Benediktiner, Abt                                                                                     | 78    |       |
| 6. August  | Ernest Wickersheimer          | französischer Arzt, Medizinhistoriker und Bibliothekar                                                          | 85    |       |
| 7. August  | Gerhard Grindel               | deutscher Filmregisseur und Drehbuchautor von Dokumentarfilmen                                                  | 62    |       |
| 7. August  | Karl Köster                   | deutscher Politiker (SPD), MdBB                                                                                 | 76    |       |
| 7. August  | Friedrich List                | deutscher Jurist und Bibliothekar                                                                               | 78    |       |
| 7. August  | Harro Meyer                   | deutscher Mediziner und Politiker (SPD), MdL                                                                    | 60    |       |
| 7. August  | Frida Wigdorowa               | sowjetische Journalistin und Schriftstellerin                                                                   | 50    |       |
| 8. August  | Jānis Balodis                 | lettischer Militär und Politiker                                                                                | 84    |       |
| 8. August  | Ludwig Egler                  | deutscher Komponist und Dichter                                                                                 | 71    |       |
| 8. August  | Shirley Jackson               | US-amerikanische Schriftstellerin                                                                               | 48    |       |
| 8. August  | Arthur Kistenmacher           | deutscher Opernsänger (Tenor), Musikpädagoge, Komponist und Schauspieler                                        | 83    |       |
| 8. August  | Klaus Kratzel                 | deutsches Todesopfer der Berliner Mauer                                                                         | 25    |       |
| 8. August  | José Mouzinho de Albuquerque  | portugiesischer Springreiter                                                                                    | 79    |       |
| 8. August  | Oskar Wackerzapp              | deutscher Politiker (CDU), MdB                                                                                  | 82    |       |
| 9. August  | Thorstein Gundersen           | norwegischer Skispringer                                                                                        | 52    |       |
| 9. August  | Creighton Hale                | irisch-amerikanischer Film- und Theaterschauspieler                                                             | 83    |       |
| 9. August  | Thomas Percy Hilditch         | britischer Chemiker                                                                                             | 79    |       |
| 9. August  | Arnold Krieger                | deutscher Schriftsteller                                                                                        | 60    |       |
| 9. August  | Käte Laserstein               | deutsche Germanistin und Lehrerin                                                                               | 65    |       |
| 9. August  | Franc Petek                   | österreichischer Politiker (KSS), Landtagsabgeordneter                                                          | 80    |       |
| 10. August | José García Villas            | spanischer römisch-katholischer Ordensgeistlicher                                                               | 55    |       |
| 10. August | Johann Helbig                 | deutscher Pädagoge, Schulleiter und Verbandsfunktionär                                                          | 76    |       |
| 10. August | Willi Leisner                 | deutscher Publizist, Redakteur und Schriftsteller                                                               | 65    |       |
| 10. August | Gustav Aurel Mindszenty       | österreichischer Filmschaffender (Zeichner, Filmarchitekt, Filmregisseur, Drehbuchautor)                        | 73    |       |
| 10. August | Harold Nye                    | US-amerikanischer Elektriker                                                                                    |       |       |
| 10. August | Emil Stanisław Rappaport      | polnischer Straf- und Völkerrechtler                                                                            | 88    |       |
| 10. August | Erich Rothacker               | deutscher Philosoph und Soziologe                                                                               | 77    |       |
| 10. August | Freddie Slack                 | US-amerikanischer Pianist und Bigband-Leader                                                                    | 55    |       |
| 10. August | Gabriel Steiner               | US-amerikanischer Neurologe deutscher Herkunft                                                                  | 82    |       |
| 11. August | Alexander Iwanowitsch Gegello | russischer Architekt und Hochschullehrer                                                                        | 74    |       |
| 11. August | Harald Halvorsen              | norwegischer Turner                                                                                             | 86    |       |
| 11. August | Fanny Imle                    | deutsche Volkswirtin und Schriftstellerin                                                                       | 87    |       |
| 11. August | Carlo Mense                   | deutscher Maler des Rheinischen Expressionismus und der Neuen Sachlichkeit                                      | 79    |       |
| 11. August | Friedrich Perzyński           | Autor, Kunstsammler                                                                                             | 87    |       |
| 11. August | Gracie Pfost                  | US-amerikanische Politikerin                                                                                    | 59    |       |
| 11. August | Ethel Thomson Larcombe        | britische Tennis- und Badmintonspielerin                                                                        | 86    |       |
| 11. August | Antonijs Urbšs                | römisch-katholischer Geistlicher und Bischof des Bistums Liepāja in Lettland                                    | 85    |       |
| 12. August | Salvador Alva Cejudo          | mexikanischer Botschafter                                                                                       |       |       |
| 12. August | Oskar Bertram                 | deutscher Offizier, zuletzt Generalleutnant der Luftwaffe                                                       | 74    |       |
| 12. August | William Gallacher             | britischer Politiker, Mitglied des House of Commons und Gewerkschafter                                          | 83    |       |
| 12. August | Hermann Willink               | deutscher Bankier                                                                                               | 85    |       |
| 13. August | Josef Helm                    | österreichischer Bauer und Politiker (ÖVP), Landtagsabgeordneter                                                | 81    |       |
| 13. August | Ikeda Hayato                  | japanischer Politiker (LDP)                                                                                     | 65    |       |
| 13. August | Franz Edler von Koch          | bayerischer Politiker (CSU), Landrat des Landkreises Pfaffenhofen                                               | 90    |       |
| 13. August | Nikolaus von Maasburg         | österreichischer Adliger und als Mitglied der Widerstandsgruppe O5 ein Widerstandskämpfer gegen den National... | 51    |       |
| 13. August | Andreas Reischek              | österreichischer Journalist                                                                                     | 73    |       |
| 13. August | Anton Karlowitsch Walter      | russischer Kernphysiker und Hochschullehrer                                                                     | 59    |       |
| 14. August | Vello Kaaristo                | estnischer Skilangläufer                                                                                        | 54    |       |
| 14. August | Willy Spilling                | deutscher Komponist und promovierter Musikwissenschaftler                                                       | 55    |       |
| 15. August | Pawel Sergejewitsch Abankin   | sowjetischer Admiral                                                                                            | 62    |       |
| 15. August | Max Doblinger                 | österreichischer Archivar, Historiker und Numismatiker                                                          | 91    |       |
| 15. August | Karl Kothe                    | deutscher Maler, Bildhauer und Grafiker                                                                         | 52    |       |
| 15. August | René Léonard                  | französischer Automobilrennfahrer                                                                               | 76    |       |
| 15. August | Karl Pink                     | österreichischer Numismatiker                                                                                   | 81    |       |
| 15. August | Fritz Rienecker               | evangelischer Publizist, Pfarrer und Theologe und Herausgeber der Wuppertaler Studienbibel                      | 68    |       |
| 15. August | Robert Strübin                | schweizerischer Maler, Grafiker und Musiker                                                                     | 68    |       |
| 15. August | Kurt Welser                   | österreichischer Kaufmann, Mitglied des Befreiungsausschusses Südtirol                                          |       |       |
| 15. August | Otto Wohlgemuth               | deutscher Schriftsteller                                                                                        | 81    |       |
| 16. August | Johannes Brøndsted            | dänischer Archäologe, Prähistoriker und Direktor des Dänischen Nationalmuseums (1951–1960)                      | 74    |       |
| 16. August | Ludwig Edelstein              | deutsch-US-amerikanischer Klassischer Philologe und Medizintheoretiker                                          | 63    |       |
| 16. August | Konstantin Kisimow            | bulgarischer Schauspieler                                                                                       | 68    |       |
| 16. August | Marie Louise Poschacher       | österreichische akademische Bildhauerin und Architektin                                                         | 79    |       |
| 17. August | Takami Jun                    | japanischer Schriftsteller                                                                                      | 58    |       |
| 17. August | Pawel Iwanowitsch Korobow     | sowjetischer Metallurg                                                                                          | 62    |       |
| 18. August | Ida Bienert                   | deutsche Kunstsammlerin und Mäzenin                                                                             | 94    |       |
| 18. August | Karl Chemnitz                 | grönländischer Pastor                                                                                           | 81    |       |
| 18. August | Klaus Garten                  | deutsches Todesopfer der Berliner Mauer                                                                         | 24    |       |
| 18. August | Philip La Follette            | US-amerikanischer Politiker                                                                                     | 68    |       |
| 18. August | Hans Posse                    | deutscher Staatsbeamter                                                                                         | 79    |       |
| 18. August | Ben Stom                      | niederländischer Fußballspieler                                                                                 | 78    |       |
| 19. August | Karl Braunias                 | österreichischer Diplomat                                                                                       | 66    |       |
| 19. August | Maurice Fischer               | israelischer Diplomat                                                                                           | 62    |       |
| 19. August | Oswin Hempel                  | deutscher Architekt und Hochschullehrer                                                                         | 89    |       |
| 19. August | Willi Müller                  | deutscher Politiker (SPD), MdL                                                                                  | 69    |       |
| 19. August | Hans Carl Podeyn              | deutscher Politiker (SPD), MdHB, Botschafter                                                                    | 71    |       |
| 19. August | Titko Tschernokolew           | bulgarischer Politiker und Agrarwissenschaftler                                                                 | 55    |       |
| 19. August | Walther Weigelt               | deutscher Bergrechtler                                                                                          | 88    |       |
| 19. August | Maxim Zetkin                  | deutscher Politiker und Chirurg                                                                                 | 82    |       |
| 20. August | Odiel Defraeye                | belgischer Radrennfahrer                                                                                        | 77    |       |
| 20. August | George Oliver                 | US-amerikanischer Golfspieler                                                                                   | 82    |       |
| 20. August | Edward Earle Shouldice        | kanadischer Chirurg und Pionier der Hernienchirurgie                                                            | 74    |       |
| 21. August | Willibald Hamburger           | deutscher Politiker (CDU), MdL                                                                                  | 81    |       |
| 21. August | George Turner                 | kanadischer Radrennfahrer                                                                                       | 50    |       |
| 22. August | Auguste Béchard               | französischer Politiker, Mitglied der Nationalversammlung                                                       | 81    |       |
| 22. August | Hedwig Pauly-Winterstein      | deutsche Schauspielerin                                                                                         | 98    |       |
| 22. August | Emil Riemer                   | deutscher Artist, Berliner Original                                                                             | 90    |       |
| 23. August | Rudolf Abderhalden            | Schweizer Physiologe und Pathologe                                                                              | 54    |       |
| 23. August | Orvil A. Anderson             | US-amerikanischer Luftwaffengeneral                                                                             | 70    |       |
| 23. August | Clarence J. Brown             | US-amerikanischer Politiker                                                                                     | 70    |       |
| 23. August | Ottavio De Liva               | italienischer Geistlicher, römisch-katholischer Erzbischof und Diplomat des Heiligen Stuhls                     | 54    |       |
| 23. August | Friedrich Doepner             | deutscher Politiker (GB/BHE, FDP), MdL                                                                          | 72    |       |
| 23. August | Mustafa an-Nahhas Pascha      | ägyptischer Politiker                                                                                           | 86    |       |
| 23. August | Ruth Baker Pratt              | US-amerikanische Politikerin                                                                                    | 87    |       |
| 23. August | Anton Rohrhofer               | österreichischer Fuhrwerksunternehmer und Politiker (ÖVP), Landtagsabgeordneter                                 | 82    |       |
| 24. August | Amílcar Barbuy                | italienisch-brasilianischer Fußballspieler und -trainer                                                         | 72    |       |
| 24. August | Nikolaus Jansen               | deutscher katholischer Theologe, Politiker und NS-Gegner                                                        | 85    |       |
| 24. August | Mart Kuusik                   | estnischer Ruderer                                                                                              | 87    |       |
| 24. August | Fritz Luckhard                | deutscher Studiendirektor und Heimatforscher                                                                    | 87    |       |
| 24. August | Ids Wiersma                   | niederländisch-friesischer Maler                                                                                | 87    |       |
| 25. August | Friedrich Böhm                | deutscher Versicherungsmathematiker                                                                             | 80    |       |
| 25. August | Wilhelm Fischer               | deutscher Politiker (NSDAP), MdR                                                                                | 59    |       |
| 25. August | John Hayes                    | US-amerikanischer Leichtathlet                                                                                  | 79    |       |
| 25. August | Johannes Kathe                | deutscher Hygieniker und Bakteriologe                                                                           | 84    |       |
| 25. August | Josef Mickl                   | österreichischer Luftfahrt- und Maschinenbauingenieur sowie Pilot                                               |       |       |
| 25. August | Amélie Thyssen                | Stifterin, Ehefrau von Fritz Thyssen                                                                            | 87    |       |
| 26. August | Carl Goetz                    | deutscher Bankmanager                                                                                           | 80    |       |
| 26. August | Otto Herrmann                 | Schweizer Politiker (SP)                                                                                        | 75    |       |
| 26. August | Jean Hissette                 | belgischer Augenarzt                                                                                            | 76    |       |
| 27. August | Le Corbusier                  | schweizerisch-französischer Architekt, Architekturtheoretiker, Stadtplaner, Maler, Zeichner, Bildhauer und M... | 77    |       |
| 27. August | Otto Reinhold                 | deutscher Komponist und Musikpädagoge                                                                           | 66    |       |
| 27. August | Peter Rosing                  | grönländischer Pastor, Katechet und Maler                                                                       | 73    |       |
| 28. August | Maria Batzer                  | deutsche Schriftstellerin                                                                                       | 88    |       |
| 28. August | Raschid Ali al-Gailani        | irakischer Politiker                                                                                            |       |       |
| 28. August | Carl Lund-Quist               | US-amerikanischer lutherischer Theologe schwedischer Abstammung                                                 | 56    |       |
| 28. August | Giulio Racah                  | israelischer Physiker und Mathematiker                                                                          | 56    |       |
| 28. August | Arthur Zitscher               | deutscher Industriechemiker                                                                                     | 85    |       |
| 29. August | George Erskine                | britischer General und Vizegouverneur von Jersey                                                                | 66    |       |
| 29. August | Karl Hartleb                  | österreichischer Politiker                                                                                      | 78    |       |
| 30. August | Píndaro de Carvalho Rodrigues | brasilianischer Fußballspieler                                                                                  | 73    |       |
| 30. August | Pauline Garon                 | US-amerikanische Schauspielerin                                                                                 | 63    |       |
| 30. August | Armin Kesser                  | deutsch-schweizerischer Schriftsteller und Publizist                                                            | 58    |       |
| 30. August | Henri Mignet                  | französischer Flugzeugkonstrukteur und Pilot                                                                    | 71    |       |
| 30. August | Miyazaki Shigesaburō          | japanischer Generalmajor                                                                                        | 73    |       |
| 30. August | Johanna Schütz-Wolff          | deutsche Textilgestalterin, Bildwirkerin, Grafikerin und Holzschneiderin                                        | 69    |       |
| 31. August | Adolf Jarisch junior          | österreichischer Pharmakologe                                                                                   | 74    |       |
| 31. August | Rita Johnson                  | US-amerikanische Schauspielerin                                                                                 | 52    |       |
| 31. August | Edward E. Smith               | US-amerikanischer Science-Fiction-Schriftsteller und Chemiker                                                   | 75    |       |
| 31. August | Enn Uibo                      | estnischer Lyriker                                                                                              | 52    |       |
| 31. August | Rudolf Wehrl                  | österreichischer Politiker (SPÖ)                                                                                | 61    |       |
| 31. August | Carl Woebcken                 | deutscher Theologe, Pastor und Historiker                                                                       | 86    |       |
| August     | Erich Gutkind                 | esoterischer Mystiker                                                                                           | 88    |       |
| August     | Joshua Meador                 | US-amerikanischer Spezialeffektkünstler, Animator und Maler                                                     | 54    |       |

## September
| Tag           | Name                             | Beruf, bekannt als                                                                       | Alter | Beleg |
| ------------- | -------------------------------- | ---------------------------------------------------------------------------------------- | ----- | ----- |
| 1. September  | Karl Hansen                      | deutscher Offizier, zuletzt Generalleutnant im Zweiten Weltkrieg                         | 89    |       |
| 1. September  | Karl Anton Kreuter               | deutscher Lehrer, Autor, Heimatforscher                                                  | 88    |       |
| 1. September  | Joe Lynch                        | US-amerikanischer Boxer im Bantamgewicht                                                 | 66    |       |
| 1. September  | Adam Porzelt                     | deutscher Geodät, Ministerialbeamter und Politiker (BCSV, CDU), MdL                      | 74    |       |
| 1. September  | Paul P. Yoder                    | US-amerikanischer Politiker                                                              | 68    |       |
| 02. September | Louis Baillon                    | englischer Hockeyspieler                                                                 | 84    |       |
| 2. September  | Johannes Bobrowski               | deutscher Lyriker, Erzähler, Nachdichter und Essayist                                    | 48    |       |
| 2. September  | Felix E. Feist                   | US-amerikanischer Film- und Fernsehregisseur                                             | 55    |       |
| 2. September  | Harry Hylton-Foster              | britischer Politiker (Conservative Party), Mitglied des House of Commons und Sprecher    | 60    |       |
| 2. September  | Pawlo Sajzew                     | ukrainischer Philologe, Literaturkritiker und Politiker                                  | 78    |       |
| 2. September  | Gustav Schmid-Goertz             | deutscher Landschaftsmaler, Grafiker und Scherenschnittkünstler                          | 75    |       |
| 2. September  | Phineas Lawrence Windsor         | US-amerikanischer Bibliothekar                                                           | 94    |       |
| 3. September  | Otto Lederer                     | US-amerikanischer Schauspieler und Filmregisseur                                         | 79    |       |
| 3. September  | Mortimer Taube                   | US-amerikanischer Bibliothekar, Dokumentar und Pionier des Information Retrieval         | 54    |       |
| 4. September  | Alfred Bossom, Baron Bossom      | britischer Architekt, Peer und Politiker                                                 | 83    |       |
| 4. September  | Rudolf Frieß                     | deutscher Jäger und Sachbuchautor                                                        | 84    |       |
| 4. September  | Tommy Hampson                    | britischer Mittelstreckenläufer und Olympiasieger                                        | 57    |       |
| 4. September  | Walter Hennig                    | deutscher Kirchenmusiker und Komponist                                                   |       |       |
| 4. September  | Eduard Schmitz                   | deutscher Holz- und Steinbildhauer sowie Steinmetz                                       | 67    |       |
| 4. September  | Albert Schweitzer                | elsässischer Arzt, Theologe, Musiker und Philosoph                                       | 90    |       |
| 5. September  | Louis Cazamian                   | französischer Anglist und Autor                                                          | 88    |       |
| 5. September  | Johann Gregorich                 | österreichischer Politiker (ÖVP), Landtagsabgeordneter im Burgenland                     | 45    |       |
| 5. September  | Thomas Johnston                  | britischer Politiker der Labour Party und Mitglied des House of Commons                  | 83    |       |
| 5. September  | Bohdan Pniewski                  | polnischer Architekt                                                                     | 68    |       |
| 5. September  | Walter Schulz-Matan              | deutscher Maler                                                                          | 75    |       |
| 6. September  | Ernst Constam                    | US-amerikanisch-schweizerischer Maschinenbauingenieur                                    | 76    |       |
| 6. September  | Herbert Dittmann                 | deutscher Botschafter                                                                    | 61    |       |
| 6. September  | Otto Rommel                      | österreichischer Literaturhistoriker und Theaterhistoriker                               | 85    |       |
| 6. September  | Martin Schönbrodt-Rühl           | deutscher Verleger, Buchdrucker und Schriftsetzer                                        | 60    |       |
| 6. September  | Werner Schott                    | deutscher Schauspieler                                                                   | 73    |       |
| 6. September  | Martin Weinberger                | deutsch-britischer Kunsthistoriker                                                       | 72    |       |
| 7. September  | Robert Benson                    | kanadischer Eishockeyspieler                                                             | 71    |       |
| 7. September  | August Bischoff                  | deutscher Bildhauer                                                                      | 89    |       |
| 7. September  | Franz-Josef Bungarten            | katholischer Priester und Politiker                                                      | 89    |       |
| 7. September  | Ivan Jordell                     | schwedischer Maler                                                                       | 64    |       |
| 7. September  | Stanislav Letovsky               | US-amerikanischer Komponist und Pianist böhmischer Herkunft                              | 75    |       |
| 8. September  | Alejandro Carbonell              | chilenischer Fußballspieler                                                              | 59    |       |
| 8. September  | Dorothy Dandridge                | US-amerikanische Schauspielerin und Sängerin                                             | 42    |       |
| 8. September  | Josef Gretschmann                | deutscher Landwirt und Politiker (CSU), Bürgermeister und MdL Bayern                     | 51    |       |
| 8. September  | Olga Jäger                       | österreichische Malerin und Kunstsammlerin                                               | 85    |       |
| 8. September  | Mathias Kräutler                 | österreichischer Offizier, zuletzt Generalmajor im Zweiten Weltkrieg                     | 70    |       |
| 8. September  | Hermann Staudinger               | deutscher Chemiker                                                                       | 84    |       |
| 9. September  | Julián Carrillo                  | mexikanischer Komponist und Violinist                                                    | 90    |       |
| 9. September  | Vito Castorina                   | italienischer Komponist, Dirigent und Musikpädagoge                                      | 55    |       |
| 9. September  | Philipp Wilhelm Jung             | deutscher nationalsozialistischer Politiker                                              | 80    |       |
| 9. September  | Walter Klaus Köbel               | deutscher Politiker (SPD), MdL                                                           | 47    |       |
| 9. September  | Ljudmila Meerwarth               | russische bzw. sowjetische Ethnographin, Linguistin und Hochschullehrerin                | 77    |       |
| 9. September  | Erik Tegner                      | dänischer Tennisspieler                                                                  | 68    |       |
| 10. September | Joe B. Bates                     | US-amerikanischer Politiker                                                              | 71    |       |
| 10. September | Albert Böttcher                  | deutscher Politiker (SPD), MdBB                                                          | 76    |       |
| 10. September | Father Divine                    | religiöser afroamerikanischer Führer                                                     |       |       |
| 10. September | Hans Gugelot                     | deutscher Produktgestalter                                                               | 45    |       |
| 10. September | Franz Jakob                      | deutscher Politiker (NSDAP), MdL, Oberbürgermeister der Stadt Fürth (1933–1940)          | 73    |       |
| 10. September | Werner Zerweck                   | deutscher Chemiker                                                                       | 66    |       |
| 11. September | Karl Kellner                     | deutscher Lehrer und Heimatforscher                                                      | 75    |       |
| 11. September | Manfred Schiek                   | deutscher Automobil- und Motorradrennfahrer                                              | 29    |       |
| 12. September | Christiaan Berger                | niederländischer Sprinter                                                                | 54    |       |
| 12. September | Emil Helms                       | deutscher Politiker der SPD                                                              | 80    |       |
| 12. September | John Olden                       | österreichischer Fernsehregisseur, Filmproduzent und Drehbuchautor                       | 46    |       |
| 12. September | Matthias Pier                    | deutscher Chemiker                                                                       | 83    |       |
| 12. September | Fritz Stadler                    | österreichischer Politiker (SDAP); Landtagsabgeordneter zum Vorarlberger Landtag         | 73    |       |
| 12. September | Lucian K. Truscott               | US-amerikanischer Viersterne-General der US Army                                         | 70    |       |
| 13. September | Johannes Steffen                 | deutscher Lehrer und Sportfunktionär                                                     | 88    |       |
| 13. September | Maurice del Valle                | französischer Eishockeytorwart                                                           | 82    |       |
| 14. September | Walter Le Coutre                 | deutscher Ingenieur                                                                      | 75    |       |
| 14. September | Heinrich Lent                    | deutscher Ökonom, Professor für Betriebswirtschaft                                       | 79    |       |
| 15. September | Samuel K. Allison                | US-amerikanischer Physiker                                                               | 64    |       |
| 15. September | Steve Brown                      | US-amerikanischer Jazz-Musiker (Kontrabass, Tuba)                                        | 75    |       |
| 15. September | Noël Delberghe                   | französischer Wasserballspieler                                                          | 67    |       |
| 15. September | Maria Fein                       | österreichische Schauspielerin                                                           | 73    |       |
| 15. September | Hermann Haccius                  | deutscher Kirchenverwaltungsjurist und Archivar                                          | 84    |       |
| 15. September | Lucie Hein                       | deutsche Politikerin (SED), Oberbürgermeisterin von Frankfurt (Oder)                     | 54    |       |
| 15. September | Friedrich Reeh                   | deutscher Oberstudienrat in Lübeck und 1945 dort kommissarischer Bürgermeister           | 75    |       |
| 15. September | Hugo Rost                        | deutscher Röntgentechniker und Medizintechniker                                          | 61    |       |
| 15. September | Wassili Wassiljewitsch Struwe    | russischer Mathematikhistoriker, Altorientalist und Ägyptologe                           | 76    |       |
| 15. September | Erich Zander                     | deutscher Filmarchitekt                                                                  | 76    |       |
| 16. September | Peter Paul Althaus               | deutscher Schriftsteller und Kabarettist                                                 | 73    |       |
| 16. September | Tom Burridge                     | englischer Fußballspieler                                                                | 84    |       |
| 16. September | Karl Paul Haendly                | deutscher Politiker                                                                      | 73    |       |
| 16. September | Anton Kecht                      | österreichischer Politiker (ÖVP), Lehrer und Schriftsteller                              | 70    |       |
| 16. September | Fred Quimby                      | US-amerikanischer Produzent von Zeichentrickfilmen                                       | 82    |       |
| 16. September | Oskar Reinhart                   | Schweizer Kunstsammler und Mäzen                                                         | 80    |       |
| 17. September | Moscheh Ya’akov Ben-Gavriêl      | österreichischer und israelischer Schriftsteller und Publizist                           | 74    |       |
| 17. September | Alejandro Casona                 | spanischer Schriftsteller                                                                | 62    |       |
| 17. September | Jacques Coutrot                  | französischer Fechter                                                                    | 67    |       |
| 17. September | Åke Ekman                        | finnischer Eisschnellläufer                                                              | 52    |       |
| 17. September | Wilhelm Heise                    | deutscher Künstler und Hochschullehrer                                                   | 73    |       |
| 17. September | Alfons Kurfess                   | deutscher Klassischer Philologe und Gymnasialdirektor                                    | 76    |       |
| 17. September | Ernst Meier                      | deutscher Politiker (BVP), Nationalökonom und Zeitungswissenschaftler                    | 72    |       |
| 17. September | Fernando Palacios                | spanischer Filmregisseur                                                                 | 49    |       |
| 17. September | Xenija Georgijewna Romanowa      | russische Adlige, Mitglied aus dem Haus Romanow-Holstein-Gottorp                         | 62    |       |
| 17. September | Reinhold von Walter              | baltendeutscher Schriftsteller und Übersetzer                                            | 83    |       |
| 17. September | Johann Wollinger                 | österreichischer Politiker (ÖVP), Landtagsabgeordneter, Amtsführender Stadtrat           | 50    |       |
| 17. September | Ernest Wood                      | englischer Theosoph und Buchautor                                                        | 82    |       |
| 18. September | Bertha Dudde                     | deutsches Medium                                                                         | 74    |       |
| 18. September | Arthur Köster                    | deutscher Architekturfotograf                                                            | 74    |       |
| 19. September | Allen Roy Evans                  | kanadischer Autor                                                                        | 79    |       |
| 19. September | Kurt Goldstein                   | Neurologe und Psychiater                                                                 | 86    |       |
| 19. September | Wolfgang Grözinger               | deutscher Schriftsteller, Feuilletonist, Literaturkritiker und Kunstpädagoge             | 63    |       |
| 19. September | Alfons Jünemann                  | deutscher Geistlicher, katholischer Pfarrer und Hitlergegner                             | 63    |       |
| 19. September | Balwantrai Mehta                 | indischer Politiker des Indischen Nationalkongresses (INC)                               | 66    |       |
| 19. September | Hubert Nietsch                   | deutscher Bildhauer                                                                      | 72    |       |
| 19. September | Lionel Terray                    | französischer Bergsteiger                                                                | 44    |       |
| 19. September | Elmer Thomas                     | US-amerikanischer Politiker (Demokratische Partei)                                       | 89    |       |
| 20. September | Arthur Holmes                    | britischer Geologe                                                                       | 75    |       |
| 20. September | Cipriano P. Primicias senior     | philippinischer Politiker                                                                | 64    |       |
| 20. September | Aribert Rödel                    | deutscher Architekt                                                                      | 67    |       |
| 20. September | Fritz Skorzeny                   | österreichischer Komponist und Musikkritiker                                             | 64    |       |
| 20. September | Hugh L. White                    | US-amerikanischer Politiker                                                              | 83    |       |
| 21. September | Josef Köllen                     | deutscher Politiker (CDU), MdL                                                           | 61    |       |
| 21. September | Hermann Kuhmichel                | deutscher Künstler                                                                       | 67    |       |
| 21. September | Franz Xaver Mayr                 | österreichischer Arzt                                                                    | 89    |       |
| 21. September | Moritz Rasmussen                 | dänischer Sportler                                                                       | 86    |       |
| 21. September | Thorstein Stryken                | norwegischer Radrennfahrer                                                               | 64    |       |
| 22. September | Othmar Ammann                    | schweizerisch-US-amerikanischer Ingenieur und Brückenbauer                               | 86    |       |
| 22. September | Niels Lynge                      | grönländischer Pastor, Katechet, Maler, Dichter und Landesrat                            | 85    |       |
| 22. September | Francis Joseph Tief              | US-amerikanischer Geistlicher, römisch-katholischer Bischof von Concordia                | 84    |       |
| 22. September | Udo Vietz                        | deutscher Conferencier und Autor                                                         | 59    |       |
| 23. September | William Clay Cole                | US-amerikanischer Politiker                                                              | 68    |       |
| 23. September | Sophie Cossaeus                  | deutsche Schauspielerin                                                                  | 72    |       |
| 23. September | Joseph Ferche                    | Weihbischof in Breslau und Köln                                                          | 77    |       |
| 23. September | Jean Goulet                      | kanadischer Geiger, Klarinettist, Dirigent und Musikpädagoge                             | 88    |       |
| 23. September | Ivan Osiier                      | dänischer Fechter                                                                        | 76    |       |
| 23. September | Jakob Werlin                     | Generalinspektor des Führers für das Kraftfahrwesen in der Zeit des Nationalsozialismus  | 79    |       |
| 24. September | Stu Clancy                       | US-amerikanischer American-Football-Spieler                                              | 59    |       |
| 24. September | Carl Rudolf Florin               | schwedischer Paläobotaniker und Botaniker                                                | 71    |       |
| 24. September | Lawrence Winters                 | US-amerikanischer Opernsänger (Bariton)                                                  | 49    |       |
| 25. September | Dario Barbosa                    | brasilianischer Sportschütze                                                             | 83    |       |
| 25. September | Marya Delvard                    | Diseuse, Chansonnière und Schauspielerin                                                 | 91    |       |
| 25. September | Alfred Tittel                    | deutscher Parteifunktionär (KPD/KPO/SED)                                                 | 74    |       |
| 25. September | Henry Hugh Tudor                 | britischer Soldat                                                                        |       |       |
| 25. September | Friedrich von Wallenberg-Pachaly | deutscher Bankier                                                                        | 87    |       |
| 26. September | James Fitzmaurice                | irischer Pilot                                                                           | 67    |       |
| 26. September | Heinrich Kralik                  | österreichischer Musikwissenschaftler und -schriftsteller                                | 78    |       |
| 26. September | George Mathers, 1. Baron Mathers | britischer Politiker                                                                     | 79    |       |
| 26. September | Mark Jakowlewitsch Wygodski      | russischer Mathematikhistoriker                                                          | 66    |       |
| 27. September | Clara Bow                        | US-amerikanische Schauspielerin                                                          | 60    |       |
| 27. September | Harvey Pirie                     | britischer Arzt und Bakteriologe                                                         | 86    |       |
| 27. September | Harry Reser                      | US-amerikanischer Jazzpianist, Arrangeur und Songwriter                                  | 69    |       |
| 27. September | Hubert Schardin                  | deutscher Ballistiker, Ingenieur und Hochschuldozent                                     | 63    |       |
| 27. September | Richard Schenkel                 | deutscher Radrennfahrer                                                                  | 78    |       |
| 27. September | William Stanier                  | britischer Dampflokomotivkonstrukteur                                                    | 89    |       |
| 28. September | Robert Dannemann                 | deutscher Politiker (FDP), MdB                                                           | 63    |       |
| 28. September | Emmy Grave                       | deutsche Pädagogin und Frauenrechtlerin                                                  | 80    |       |
| 28. September | Karl Imhoff                      | deutscher Bauingenieur und Pionier der Abwassertechnik                                   | 89    |       |
| 28. September | Sándor Rónai                     | ungarischer kommunistischer Politiker und Staatspräsident                                | 72    |       |
| 28. September | Heinrich Schmidt-Rom             | deutscher Landschaftsmaler und Porträtist                                                | 88    |       |
| 29. September | Walter Fredersdorf               | deutscher Filmeditor                                                                     | 69    |       |
| 29. September | Fu Baoshi                        | chinesischer Maler                                                                       | 60    |       |
| 29. September | Ruth-Maria Kemper                | deutsche Schauspielerin                                                                  | 34    |       |
| 29. September | Johannes Pfeiffer                | deutscher katholischer Priester der Diözese Speyer, Hochschullehrer und Buchautor        | 79    |       |
| 29. September | Friedrich Wachtel                | deutscher Politiker (CDU), MdL Thüringen, stellvertretender Oberbürgermeister von Erfurt | 68    |       |
| 30. September | Charlotte Hasselmann             | dänische Malerin                                                                         | 87    |       |
| 30. September | Henry James Hope                 | australischer Politiker (ALP)                                                            | 53    |       |
| 30. September | Fritz Reinhardt                  | deutscher SS-Funktionär                                                                  | 67    |       |
| 30. September | Philip Stevenson                 | US-amerikanischer Drehbuchautor, Schriftsteller und Dramatiker                           | 68    |       |
| September     | Henry A. Madi                    | Geschäftsmann und Politiker in Britisch-Gambia                                           |       |       |
| September     | Enoch West                       | englischer Fußballspieler                                                                | 79    |       |